# Ari, o Sábio
Ari, o Sábio (em nórdico antigo: Ari [inn] fróði ou Are Frode; em latim: Ari Sapiens), também chamado Ari Filho de Torgil (em nórdico antigo: Ari Þorgilsson; 1067 — 09 de novembro de 1148) foi o primeiro e mais importante historiador e cronista medieval da Islândia. Segundo Esnorro Esturleu, foi o primeiro a escrever história na língua nórdica. É autor do Livro dos Islandeses, que conta em detalhes as histórias das várias famílias que se estabeleceram na Islândia. Igualmente, é-lhe atribuída por vezes o Livro da Colonização, um outro manuscrito medieval islandês, escrito anteriormente.